# 90-й отдельный аэромобильный батальон
90-й отдельный аэромобильный батальон им. И. И. Зубкова (укр. 90-й окремий аеромобільний батальйон; в/ч В1611) — украинское воинское подразделение, входящее в 81-ю отдельную аэромобильную бригаду в составе Десантно-штурмовых войск Вооружённых сил Украины. Базируется в городе Константиновка Донецкой области Украины.

## История

### Формирование
Формирование батальона началось летом 2014 года. 90-й отдельный аэромобильный батальон был сформирован 15 сентября 2014 года приказом Министра обороны Украины. Подразделение создавалось на базе 95-й аэромобильной бригады, однако потом было принято решение о вхождении батальона во вновь созданную 81-ю аэромобильную бригаду. Одним из инициаторов создания 90-го батальона был Андрей Верлатий — тогдашний советник Министра обороны Украины. Костяк подразделения составили члены Общественного объединения содействия Вооружённым силам Украины им. гетмана Сагайдачного «Сагайдак». Обучение и боевое слаживание личного состава проходило на территории 240-го учебного центра в Житомирского области. В конце ноября — начале декабря 2014 года бойцы батальона были отправлены в Донецкий аэропорт.

### Оборона Донецкого аэропорта и бои за Пески
Батальон прибыли на ротацию в Донецкий аэропорт где заменил подразделения 79-й и 95-й бригад. 8 декабря 2014 года батальон понёс первые потери. В последние дни обороны Донецкого аэропорта 90-й батальон потерял 22 человек убитыми, 3 — пропавших без вести и 60 — ранеными. Командир роты огневой поддержки Иван Зубков в январе 2015 года участвовал в деблокировании подразделений, которые защищали Донецкий аэропорт. Во время одного из боёв он вызвал огонь артиллерии на себя, прикрыв отход подразделения. 20 января он последний раз выходил на связь и сообщил, что лежит под завалами здания аэропорта. Зубков погиб в результате подрыва второго этажа нового терминала. 30 декабря 2015 года Президент Украины Пётр Порошенко, учитывая особые заслуги Ивана Зубкова перед Родиной, а также учитывая образцовое выполнение поставленных задач личным составом, своим указом постановил присвоить имя Героя Украины старшего лейтенанта Ивана Зубкова 90-му отдельному аэромобильному батальону.
20 января 2015 года в ходе операции по вывозу раненых из аэропорта, командир батальона майор Олег Кузменых вместе с 14 военнослужащими батальона попали в плен к бойцам батальона «Сомали». В тот же день был избит и расстрелян пулемётчик Игорь Брановицкий. 22 января российские СМИ продемонстрировали видеозапись издевательств над пленными.

## Структура
- 1 штурмовая рота
- 2 штурмовая рота
- 3 штурмовая рота
- рота огневой поддержки
- миномётная батарея
- гаубичная батарея
- отдельные взводы

### Командование
- Подполковник Кузменых Олег Владмирович[укр.]
- Подполковник Баранов Виталий Анатольевич[укр.]
- Полковник Лихман Александр Владимирович[укр.]
- Майор Циба Владислав Владиславович

## Награды
30 декабря 2015 президент Украины присвоил батальону имя Героя Украины старшего лейтенанта Ивана Зубкова.